# پوئبلا د لا کالسادا
پوئبلا د لا کالسادا (به اسپانیایی: Puebla de la Calzada) یک شهرستان در اسپانیا است که در استان باداخس واقع شده‌است.